# Teodoro da Sovico
Teodoro da Sovico (Sovico, XV secolo – Milano, XVI secolo) è stato un religioso italiano, priore domenicano della Basilica di Sant'Eustorgio in Milano.

## Biografia
Teodoro da Sovico, predicatore e professore di Sacra Teologia, visse a cavallo tra il XV secolo e il XVI secolo, nella Milano Sforzesca della prima dominazione straniera francese. In questo periodo la Lombardia era priva di una propria forza politica e militare ed era diventata teatro di guerre e di lunghe occupazioni di truppe le cui operazioni militari portavano saccheggi, distruzioni e taglieggiamanti da parte delle soldatesche. Fu quello uno dei periodi fra i più travagliati della storia della città, con gravi carestie e tumulti.
L'opera di Teodoro Confessionario utilissimo a ogni persona ..., fu scritta al tempo di Ludovico il Moro e Beatrice d'Este, in una delle corti più ricche d'Italia, in cui da una parte imperversavano abuso di potere,  dissolutezza e superstizione, mentre dall'altra fiorivano personaggi come il grande predicatore Bernardino da Feltre e la beata Veronica Negroni da Binasco, che per la fede erano pronti a fronteggiare duchi e papi
La prima formazione di Teodoro avvenne nel Convento domenicano presso la Chiesa di Santa Maria delle Grazie (Milano), sorto da pochi anni, sotto la guida di teologi della levatura di Priero (Silvestro Mazzolini), che fu uno dei primi oppositori della Riforma.
L'Ordine dei Domenicani definiva l'identità dei propri membri come umili ministri della predicazione, completamente impegnati ad annunciare la parola di Dio in tutte le sue forme, vivendo la vita comune con un cuore e un'anima sola, fedeli nell'osservanza dei consigli evangelici, fervorosi nella celebrazione comune della liturgia, specialmente dell'Eucaristia e dell'ufficio divino, assidui nell'orazione privata e nello studio, perseveranti nella regolare osservanza. Per questo motivo l'Ordine vuole che le sue leggi non impongano obblighi sotto pena di peccato, in modo che i frati le abbraccino saggiamente «non come schiavi sottoposti ad una legge, ma come uomini liberi per grazia».
Teodoro ottenne il titolo di maestro nel 1474, nel capitolo generale domenicano svoltosi in Santa Maria sopra Minerva a Roma, con altri suoi confratelli (Lorenzo da Vercelli, Franceschino da Desio, ecc).
Il titolo di maestro veniva conferito a coloro che erano già preti, dopo aver terminati gli studi di teologia e con una certa esperienza. Quindi si presume che Teodoro sia nato poco prima del 1450.
Nel 1478 egli partecipa alla stesura dell'inventario dei libri della biblioteca del Convento di Sant'Eustorgio, la cui basilica era una delle  più importanti di Milano, dove per antica tradizione le autorità e il popolo milanese accoglievano i nuovi arcivescovi. In quel periodo il priore era Franceschino da Desio.
Teodoro divenne priore di S. Eustorgio, dove scrisse la sua opera teologica all'incirca all'età di cinquanta anni. La prima edizione del Confessionario uscì nel 1496.
Se le ristampe del suo Confessionario furono fatte quando Teodoro era vivente, possiamo dedurre che visse tra i settantacinque e gli ottanta anni di vita.

## Confessionario
L'opera teologica Il Confessionario... di Teodoro da Sovico è scritta con l'intento di offrire ai confessori un aiuto per il loro ministero. Il trattato suddiviso in 158 capitoli, riassume ogni genere di peccato, così che chi amministra il Sacramento della Penitenza può trovarvi indicazioni utili. Molteplici sono le considerazioni fatte e le indicazioni offerte, che dimostrano con quale serietà e competenza l'autore ha affrontato l'argomento.
In sintesi questi sono i temi che vengono trattati:
- Il confessore deve considerare anzitutto chi è colui che commette il peccato: se uomo o donna, vecchio o giovane, nobile o plebeo, servo o libero, sano di mente o pazzo, istruito o ignorante, religioso o laico e così via.
- In secondo luogo va considerata la varietà delle tipologie dei peccati, la loro gravità e le circostanze in cui si compiono. Se ad esempio una donna si concede per denaro, commenta acutamente Teodoro, il suo è più peccato di avarizia che di lussuria.
- Va tenuto conto anche dove il peccato viene commesso: se in luogo sacro o profano.
- Va poi considerato a causa di chi la colpa viene commessa. E saggiamente l'autore osserva che chi ha indotto al male è altrettanto colpevole di chi ha commesso l'azione ed è quindi tenuto alla riparazione e alla penitenza.
- Ancora va approfondita l'intenzione e la tentazione che ha indotto l'individuo a peccare: se c'è stata volontarietà o costrizione, per amicizia o per denaro, con desiderio di offendere o per compiacenza.

E ancora: quante volte si è ripetutamente commesso lo stesso peccato; in che modo è stato commesso; quando si è verificato: se nei giorni festivi, o durante il tempo della quaresima o in altra occasione.
Il numero dei peccati e delle colpe che vengono presi in considerazione è veramente ampio. L'elenco principale è il seguente: Peccati Capitali: Superbia, Ira, Invidia, Accidia, Avarizia, Gola, Lussuria. Primo Comandamento unico Dio; Non giurare vanamente Dio; Santifica le feste; Della venerazione che si deve fare ai genitori; Non rendere falsa testimonianza; Interrogazioni e Domande. Formula sacramentale composta dal Reverendissimo Teologo  e Professore Teodoro da Sovico. Ad ognuno di questi argomenti viene dedicato un capitolo per illustrarne le peculiarità e approfondirne i vari aspetti.
Quest'analisi sintetica dell'opera di Teodoro da Sovico ci dimostra quanto siano attuali i contenuti e le indicazioni che in essa si trovano. Non vi è dubbio che tale trattato possa costituire un riferimento e un sussidio per il confessore odierno, per il teologo morale e per chiunque intenda fare un'autoanalisi ed una riflessione sui propri comportamenti.